# Simonswald

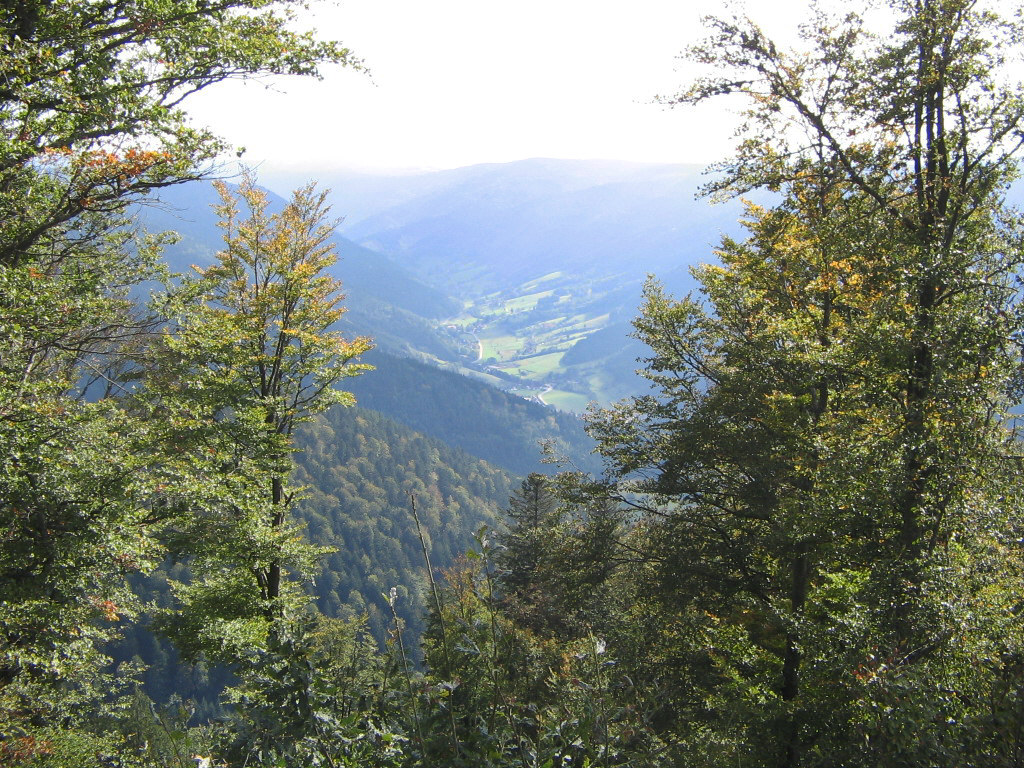
Simonswälder Tal

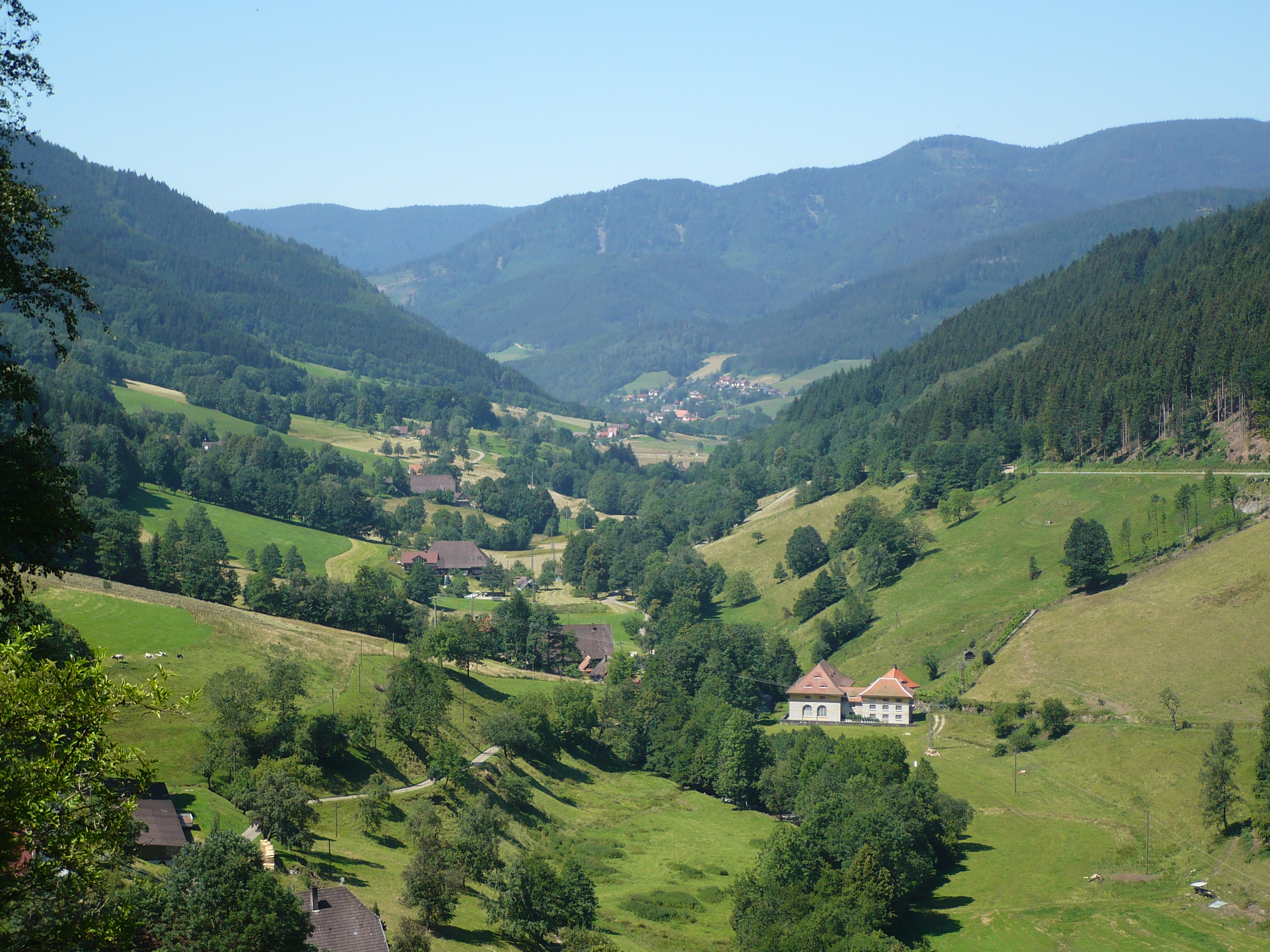
Simonswälder Tal

Simonswald is een plaats in de Duitse deelstaat Baden-Württemberg, en maakt deel uit van het Landkreis Emmendingen.
Simonswald telt 3.072 inwoners en is bekend onder toeristen. De Zuid-Duitse plaats is gelegen aan een doorgaande weg en is makkelijk te bereiken met het openbaar vervoer. In het makkelijkste geval hoeft men vanaf Amsterdam CS slechts 2 maal over te stappen om in Simonswald te komen (ICE van Amsterdam naar Freiburg im Breisgau / BSB-Trein van Freiburg im Breisgau naar Waldkirch of Bleibach / SBG-Bus van Waldkirch of Bleibach naar Simonswald).
Simonswald is bekend om de grote hoeveelheid watermolens en de natuur. In de omgeving van Simonswald vindt men onder andere de stad Freiburg im Breisgau, maar ook vele kleinere plaatjes. Bovendien ligt Simonswald vlak bij Gütenbach, waar zich de Faller-fabriek, met museum bevindt.

## Weer
Het weer is voor Simonswald vrij moeilijk te voorspellen. Dit komt door het bergklimaat. Dit betekent niet dat het in Simonswald nooit zonnig en warm kan zijn. Het gebeurt niet zelden dat het in de zomers tussen de 30 en 40 graden wordt. Toch moet men wel rekening houden met het feit dat het tijdens regenbuien extreem kan afkoelen. Ook in de winter kan het in Simonswald erg koud zijn.
Bahlingen am Kaiserstuhl ·
Biederbach ·
Denzlingen ·
Elzach ·
Emmendingen ·
Endingen am Kaiserstuhl ·
Forchheim ·
Freiamt ·
Gutach im Breisgau ·
Herbolzheim ·
Kenzingen ·
Malterdingen ·
Reute ·
Rheinhausen ·
Riegel am Kaiserstuhl ·
Sasbach am Kaiserstuhl ·
Sexau ·
Simonswald ·
Teningen ·
Vörstetten ·
Waldkirch ·
Weisweil ·
Winden im Elztal ·
Wyhl am Kaiserstuhl